# Bom Jesus dos Perdões (ort)
Bom Jesus dos Perdões är en ort i Brasilien.   Den ligger i kommunen Bom Jesus dos Perdões och delstaten São Paulo, i den sydöstra delen av landet, 800 km söder om huvudstaden Brasília. Bom Jesus dos Perdões ligger 788 meter över havet och antalet invånare är 12 422.
Terrängen runt Bom Jesus dos Perdões är kuperad åt sydost, men åt nordväst är den platt. Runt Bom Jesus dos Perdões är det ganska tätbefolkat, med 120 invånare per kvadratkilometer.. Närmaste större samhälle är Atibaia, 8,9 km väster om Bom Jesus dos Perdões.
Omgivningarna runt Bom Jesus dos Perdões är en mosaik av jordbruksmark och naturlig växtlighet.